# Smith & Wesson Model 5906
A Smith & Wesson Model 5906 (ou simplesmente S&W 5906) é uma pistola semiautomática introduzida pela Smith & Wesson em 1989. É uma pistola S&W de 3ª geração. A S&W 5906 é considerada a última e definitiva versão da Smith & Wesson M59.

## História
Após a Segunda Guerra Mundial, os militares dos EUA propuseram de serviço no calibre 9x19mm, e ação dupla, e apesar de estarem cientes da Walther P38 alemã, mas preferiram o desenho com cano e slide deslizante sobreposto de Browning mais simples e típico. A Smith & Wesson construiu protótipos no final da década de 1950 e início da década de 1960, depois que os militares desistiram do 9 mm devido ao grande estoque remanescente de pistolas M1911 produzidas durante a Segunda Guerra Mundial em .45 ACP.
A pistola desenvolvida pela S&W foi chamada de "Model 39" com corpo em liga de alumínio e carregador monofilar, com rampa de alimentação integrada ao cano, eliminando o sistema de duas rampas da M1911. O slide manteve a bucha de cano removível da 1911 mas implementou uma série de melhorias criando um mecanismo de funcionamento mais forte e simples do que os da P-38 e da Beretta M92, porém mantendo uma boa ergonomia.
Nem a "Model 39" nem a posterior  "Model 59" de alta capacidade, foram projetadas considerando balas jaquetadas de ponta oca (JHP). O formato de suas rampas frequentemente impedia a alimentação correta desse tipo de munição recém introduzido, causando mau funcionamento. Como resultado, as agências policiais frequentemente distribuíam as pistolas com munição de ponta ogival, cujo desempenho balístico no 9x19 não era o ideal. Assim sendo, a S&W voltou à prancheta e no início da década de 1980, a M39 e a M59 constituíram sua segunda geração de produção.
Conhecidas como armas de “3 dígitos”, essas pistolas resolveram os problemas de alientação de munição JHP. A empresa também adicionou um modelo subcompacto, o M469 que teve um desempenho muito bom. Carregadores podiam ser alimentados tanto com munição de ponta ogival quanto JHP intercaladas e efetuar disparados rápidos sem avarias, e a precisão também melhorou.
Ainda havia alguns problemas menores, principalmente cosméticos e ergonômicos. A M459 (estrutura de liga), a 559 (aço carbono) e a 659 (aço inoxidável) eram bastante robustas, e a empunhadura era muito baixa, dificultando a recuperação rápida de recuo em fogo rápido. Assim sendo, no final da década de 1980, a S&W introduziu as pistolas automáticas de terceira geração, sendo o exemplo mais famoso dessas pistolas a M1076 FBI 10mm, mas sua pistola comum era a pistola de aço inoxidável M5906.

## Projeto
A S&W 5906 possui um carregador bifilar (escalonado), é de ação dupla e simples (DA/SA) de tamanho normal, para o calibre 9×19mm. Sua construção é toda em aço inoxidável. A 5906 é equipada com um recurso de desconexão do carregador, que é projetado para desativar o gatilho se o carregador não estiver totalmente inserido. A pistola vem com um carregador de 10 ou 15 cartuchos. Outras características incluem alavancas de segurança ambidestras, uma empunhadura envolvente integrada e uma opção de mira fixa ou uma mira traseira totalmente ajustável em lateralidade e elevação. Outrora um modelo muito popular entre as unidades policiais e militares nos Estados Unidos, a "DA/SA 5906" foi substituída por modelos acionados por "striker fire" com moldura de polímero da Glock, Heckler & Koch, SIG Sauer e também pela própria linha M&P da Smith & Wesson de armas portáteis com corpo de polímero em calibres 9mm e .40.

## Variantes
As designações de pistolas semiautomáticas Smith & Wesson de primeira geração consistem em dois dígitos, como as Smith & Wesson Model 39 e Model 59. Pistolas de segunda geração são designadas por três dígitos; estes incluem: Model 459, Model 659, etc. Muitos projetos dessa segunda geração foram eventualmente atualizados com várias melhorias, tornando-se assim as pistolas de terceira geração; estes são identificados pela adição de um quarto dígito ao número do modelo de segunda geração: 5903, 5904, 5905, 5906, etc. No entanto, existem exceções a este esquema de numeração, nomeadamente as pistolas Value Series de terceira geração, como as S&W Model 915 e 910 e a Model 457.

## Histórico de fabricação da série 5900

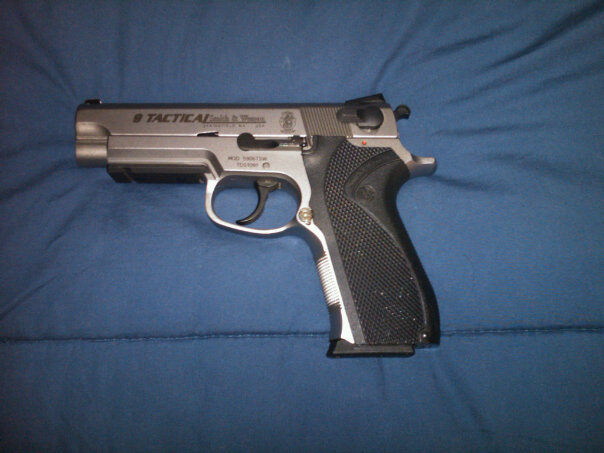
A S&W 5906-TSW

A Model 5903 foi fabricada de 1990 a 1997 e apresentava uma estrutura de liga de alumínio e uma corrediça de aço inoxidável com um carregador bifilar para 15 cartuchos. Produzida de 1989 a 1998, a Model 5904 tem uma estrutura de liga de alumínio e "slide" de aço carbono azulado, também com um carregador para 15 munições, e inspirou duas outras pistolas derivadas, as Smith & Wesson Model 915 e 910. A Model 5905 apresentava slide de carbono e quadro de aço (azulado), e foi produzido em 1991 apenas em números muito limitados. A Model 5906, produzida de 1989 a 1999, é um modelo totalmente em aço inoxidável e, portanto, significativamente mais pesado do que os outros modelos da série 59XX. A única variante de aço inoxidável de dupla ação desta pistola, a Model 5946, junto com a Model 3953, produzida de 1990 a 1999, foi fabricada sem alavancas de segurança e é a pistola de serviço principal da "Royal Canadian Mounted Police" e do "Fisheries and Oceans Canada", bem como uma das três pistolas disponíveis para seleção pelo "New York City Police Department".
A Model 5967 é um modelo de edição limitada da "Lew Horton". Apenas 500 delas foram feitos como oferta especial em 1990. A pistola tem o slide de aço carbono 3914 em uma estrutura de aço inoxidável 5906, acabamento em polímero em dois tons de marrom/bege ("tan") com empunhadura Hogue marrom. As miras são "Novak Lo-Mount" fixas de três pontos. O código do produto é 103048, que indica ter um cano de 4 polegadas e o guarda-mato quadrado.

## Usuários
- Bahamas: Royal Bahamas Defence Force
- Canadá: Royal Canadian Mounted Police,[5] Fisheries and Oceans Canada[6]
- Japão: Japan Coast Guard[7]
- República da China: National Police Agency[8]
- Estados Unidos: New York City Police Department, Los Angeles Police Department[9] e Colorado State Patrol[10]
- Porto Rico: Puerto Rico Police[11]